# 압둘 샤쿠르 알투르키스타니
압둘 샤쿠르 알투르키스타니(아랍어: عبد الشكور التركستاني, 생년 미상 ~ 2012년 8월 24일)는 중화인민공화국의 이슬람주의자이다. 파키스탄 연방 직할 부족 지역에서 알카에다 조직원으로 활동했으며 튀르키스탄 이슬람당(동튀르키스탄 이슬람 운동)의 수장을 역임했다.
2011년 8월에는 중화인민공화국 신장 위구르 자치구에서 일어난 카스 테러, 허톈 테러를 암시하는 영상에 출연했다. 2012년 8월 24일 파키스탄 와지리스탄 북부에서 일어난 미국 중앙정보국(CIA)의 무인기 공습으로 인해 사망했다.